# Nabis
|  | No s'ha de confondre amb els nabís, grup d'artistes postimpresionistes.. |

Nabis (grec antic: Νάβις, llatí: Nabis) fou tirà d'Esparta, successor de Macànides el 207 aC.

## Inicis

### Rei d'Esparta
Per evitar tenir cap rival en el futur va fer assassinar Pèlops, el jove fill de Licurg d'Esparta. A tots els possibles enemics els va desterrar o executar (i als que desterrava sovint els feia matar pel camí o quan ja eren al seu destí). Totes les persones riques que van romandre a Esparta van ser víctimes d'incessants exigències monetàries i de tortures cruels si no satisfeien la seva rapacitat. Va inventar algunes màquines de tortura, i Polibi parla d'un maniquí assassí que tenia la figura de la seva dona i abraçava la víctima clavant-li unes ungles metàl·liques fins a arribar a matar-la. Amb el saqueig dels temples pagava als seus mercenaris, quasi tots delinqüents. Als ilotes i als esclaus alliberats els va donar terres. Va ajudar també als pirates de Creta a canvi d'una part del botí.
L'any 204 aC apareix inclòs en el tractat entre Roma i Filip V de Macedònia com aliat dels romans, segons diu Titus Livi. Un conflicte menor amb Megalòpolis va portar a la guerra coneguda amb el nom de Guerra contra Nabis. Nabis va fer incursions al territori de la ciutat enemiga; després va conquerir Messene tot i que formalment era un aliat de Messènia. Mentre Filopemen va reunir les forces arcàdies de Megalòpolis i es va dirigir a Messene que Nabis va evacuar, el 202 aC o a començaments del 201 aC.
El 201 aC Filopemen va ser nomenat estrateg de la Lliga Aquea, va reunir un exèrcit a Tegea i va fer caure als mercenaris de Nabis en una emboscada a la frontera de Lacònia al lloc anomenat Scotitas, fent una gran mortaldat. Així Nabis es va haver de replegar cap al seu territori.
Quan Filopemen va ser substituït per altres caps menys hàbils, Nabis va renovar els seus atacs a Megalòpolis. Va bloquejar la ciutat i va arribar a un punt que es va haver de plantar blat als mateixos carrers per tenir alguna cosa per menjar. En aquesta situació Filip V de Macedònia va decidir atacar a Nabis amb la condició que la Lliga Aquea l'ajudés en la defensa de Corint i altres fortaleses sota el seu control, davant la possible amenaça romana. La Lliga no obstant va rebutjar la proposta i va enviar tropes contra Nabis l'any 199 aC.
El 198 aC com que Filip no podia defensar Argos, va encarregar a Filocles que donés la custòdia d'aquesta ciutat a Nabis que acabava de ser admès a Argos després d'enganyar al poble. A Argos va fer algunes propostes demagògiques, com l'eliminació dels deutes i el repartiment de terres, per guanyar popularitat. Nabis va acordar una treva amb la Lliga per quatre mesos i va posar una part dels seus mercenaris cretencs al servei del cònsol romà Tit Quinti Flaminí. Després va retornar a Esparta deixant una guarnició a Argos.

## Guerra amb Roma
Després de la guerra entre Roma i el Regne de Macedònia van arribar uns comissionats romans a Grècia per arranjar els afers del país; el senat romà va encarregar a Flaminí la decisió sobre què fer amb Nabis. Va consultar als aliats grecs que en un congrés a Corint van decretar la guerra.
Pitàgores, cunyat i gendre de Nabis, governador d'Argos, va impedir la captura de la ciutat sense setge i Flaminí va decidir anar a Lacònia tot baixant per la riba de l'Eurotes. Nabis va reforçar les defenses d'Esparta i va imposar la seva autoritat amb l'execució de vuit ciutadans sospitosos de poca fidelitat. Les seves forces van fer front a l'enemic. Els atacants van ocupar l'arsenal de Gítion. Pitàgores va enviar ajuda, però els romans i aliats eren massa poderosos. El tirà va demanar una conferència amb Flaminí que va durar dos dies i se li va concedir una treva mentre es consultava als aliats els termes d'un acord. L'acord que finalment van oferir, va ser rebutjat per Nabis; a punt de ser conquerida la ciutat, Nabis va implorar la pau que li van concedir en les anteriors condicions que ara si que va haver d'acceptar, i per les quals evacuava tot el Peloponès amb l'excepció de Lacònia, cedia a Roma els ports de Lacònia i les naus de la marina espartana, i havia de fer un important pagament als hereus dels executats i exiliats. El tractat va ser ratificat pel senat romà. Armenes, fill de Nabis va ser enviat com a ostatge a Roma, on va morir poc després. Mentre, els argius havien expulsat la guarnició espartana (195 aC).

## Recuperació i mort
Quan la Lliga Etòlia, després de la sortida de Flaminí de Grècia, va tornar a la guerra, Nabis ràpidament va intentar recuperar els ports de Lacònia (Eleuthero-Lacònia); la Lliga Aquea, que s'havia erigit en protectora dels ports, van demanar ajut a Roma que va enviar al pretor Atili. Abans de la seva arribada, Filopemen, que dirigia altre cop als aqueus, ja havia iniciar operacions per fer aixecar el setge de Gítion, però els seus intents per terra i mar van fallar i va quedar destruït el gran vaixell de l'almirall aqueu Tisó. També es va haver d'aturar l'atac per terra, i finalment Nabis va entrar a Gítion i Filopemen es va retirar a Tegea; quan va tornar a Lacònia Nabis el va sorprendre, però en el combat que va tenir lloc les forces espartanes van caure derrotades i Filopemen, durant un mes, va poder assolar Lacònia sense cap resistència.
Posteriorment, la guerra va continuar de manera intermitent, segurament degut a la debilitat de Nabis que va demanar ajut a la Lliga Etòlia. Aquesta va enviar una petita força dirigida per Alexamen, el qual assassinaria poc després a Nabis (192 aC).
Nabis estava casat amb Apega, que segons es diu, robava a les dones de la mateixa manera que el marit ho feia als homes.